# Krummsteert-Sulsdorfer Wiek/Fehmarn
Das Naturschutzgebiet Krummsteert-Sulsdorfer Wiek/Fehmarn liegt an der Südwestspitze der Ostseeinsel Fehmarn in Schleswig-Holstein. Es besteht seit 1980 und ist seit der Neuausweisung 2013 rund 395 Hektar groß. Das Gebiet mit der NSG-Kennnummer 90 umfasst neben Landbereichen auch Teile der Ostsee. Der Nehrungshaken Krummsteert (niederdeutsch für „krummer Schwanz“) liegt vollständig im Naturschutzgebiet. Er ist eine der naturräumlichen Erscheinungen in Deutschland, die aufgrund ihrer Dynamik unter Prozessschutz stehen und nicht betreten werden dürfen. 

## Geologie und Geschichte
Das NSG besteht im Wesentlichen aus vier Teilbereichen mit unterschiedlichen Ökosystemen und Biotopen: 
- dem Krummsteert, einem Nehrungshaken bzw. einer Nehrungshalbinsel,
- der Sulsdorfer Wiek, einer hinterdeichs gelegenen einstigen Meeresbucht,
- dem Ramskamp, einem Bereich mit Salzwiesen mit Brackwasserteichen,
- Gewässerbereichen der Ostsee (Teile der Kieler Bucht bzw. der Orther Bucht).

Ursprünglich war die Sulsdorfer Wiek eine flache Meeresbucht, wurde aber nach der Eindeichung Ende des letzten Jahrhunderts lange Zeit als Teich für die Karpfenzucht verwendet. Der Ramskamp besteht aus einem Mosaik von Salzwiesen, Gebüschen sowie verschilften ehemaligen Torfstichen. Der Krummsteert ist ein Nehrungshaken, der auch heute noch einer beträchtlichen Dynamik unterworfen ist. Die Spitze des Krummsteert „wächst“ etwa 20 Meter pro Jahr und die Form des Nehrungshakens ändert sich stark nach den winterlichen Stürmen. Strandwälle mit typischen und gefährdeten Pflanzen wie der Stranddistel und dem Meerkohl sind daher in allen Altersstadien vorhanden. Auf dem Nehrungshaken kann die natürliche Sukzession einer ungestörten Küstenentwicklung beobachtet werden.
In der Nacht vom 2. auf den 3. November 2006 wurden während eines Sturmhochwassers tiefergelegene Teile des Krummsteerts überspült und teilweise übersandet.

## Ökologie
Die Suldorfer Wiek besitzt heute eine herausragende Bedeutung als Brutplatz auf Fehmarn unter anderem für Rothalstaucher und Rohrdommel sowie als Rast- und Überwinterungsplatz für zahlreiche Entenarten. Die Sulsdorfer Wiek wird von einem breiten Schilfgürtel umschlossen, in dem unter anderem neben Schilf- und Teichrohrsänger (Acrocephalus schoenebaenus, A. scirpaceus) sowie Bartmeisen brüten. Im daran anschließenden Ramskamp brüten Rotschenkel, in manchen Jahren auch Wasserralle und Tüpfelsumpfhuhn sowie Rothalstaucher. 
Die Bedeutung des Krummsteerts als Brutgebiet für See- und Watvögel hat nach Altemüller (2001) vermutlich aufgrund der starken Prädation durch den Fuchs in den letzten Jahren stark abgenommen. Jedes Jahr brütet eine große Zahl an Feldlerchen und Wiesenpiepern auf dem Nehrungshaken. Der ungestörte Strand stellt einen stark frequentierten Rastplatz für Kormorane, Enten und Großmöwen dar. 
In den brackigen und flachen Tümpeln der Salzwiesenbereiche des Naturschutzgebietes findet man die Wechselkröte (Bufo viridis) und Kreuzkröte (Bufo calamita). Die Rotbauchunke (Bombina bombina) kam in dem Gebiet lange Zeit vor, ist nun aber nicht mehr anzutreffen. 
Die Vegetation des Krummsteerts spiegelt die Prozesse der natürlichen Sukzession von Küstendünen der Ostsee wider. Weißdünen mit steilen Abbruchkanten bilden den Strandwall, dahinter bilden sich Graudünen mit ersten Anzeichen von Bodenbildung (Rohboden mit geringem Nährstoffgehalt). Die Salzmiere (Honkenya peploides) und Meersenf (Cakile maritima) sowie die Stranddistel (Eryngium maritimum) stellen die typische Dünenvegetation dar. Auf dem Krummsteert breitet sich die als Neophyt betrachtete Kartoffel-Rose (Rosa rigosa) stark aus.

## Naturschutz
Von Oktober bis Anfang April ist das NSG ein Schwerpunktgebiet für rastende Meeresenten, insbesondere Eiderenten (Somateria mollissima), Trauerenten (Melanitta nigra) und Eisenten (Clangula hyemalis).
Fachlich betreut durch regelmäßige ornithologische und botanische Bestandsaufnahmen wird das Gebiet seit seiner Ausweisung vom NABU Schleswig-Holstein. In den Sommermonaten wird das Gebiet von einem Naturschutzwart des NABU Schleswig-Holstein vor Ort betreut. Seeseitig unterstützt die Wasserschutzpolizeidirektion Heiligenhafen die Einhaltung der Regeln. Da der Nehrungshaken des Krummsteerts einer natürlichen Dynamik unterworfen ist, müssen die Grenzen des Schutzgebietes ab und an aktualisiert werden.

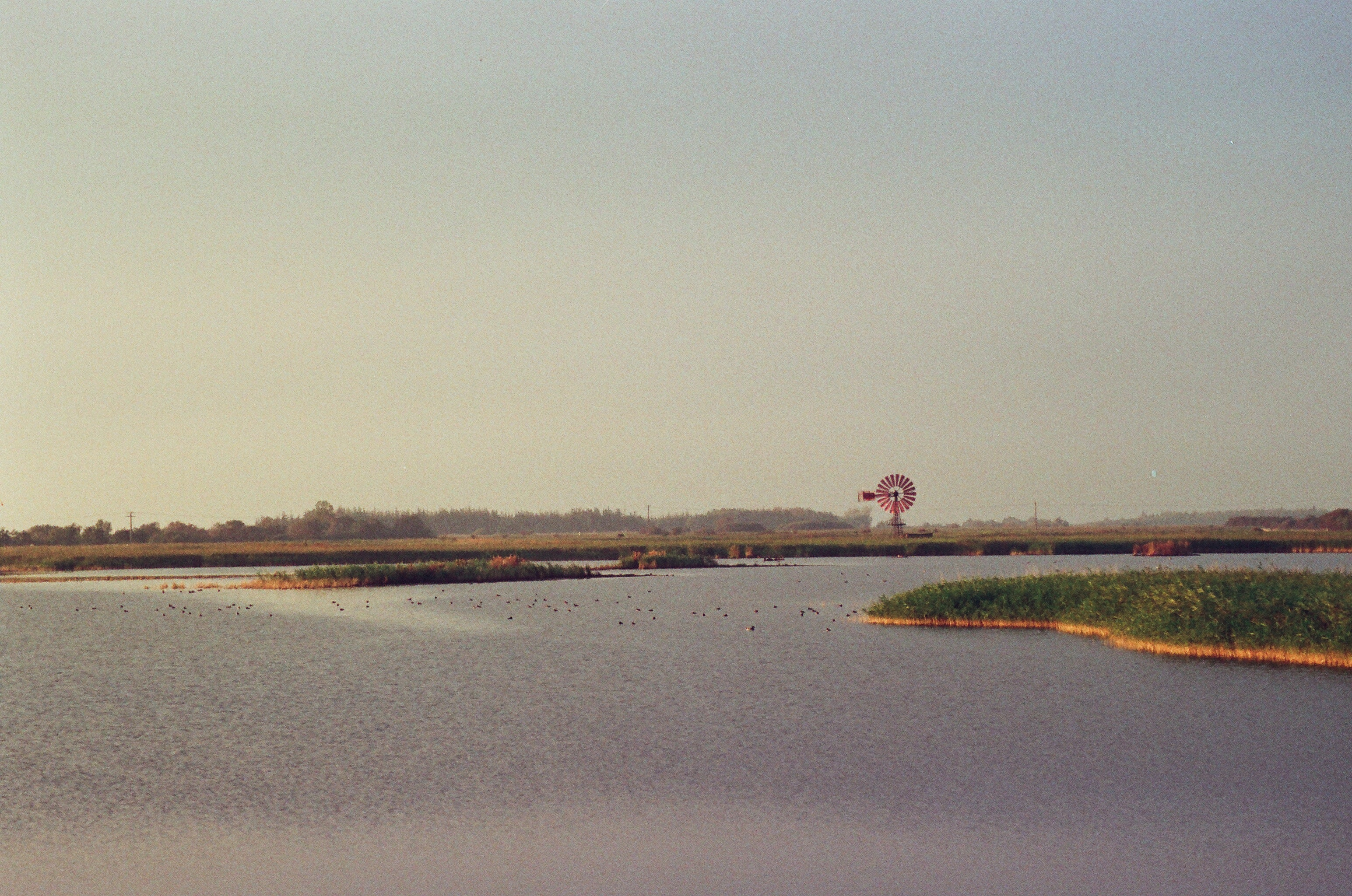
Blick auf die Flügger Teiche nördlich des Naturschutzgebiets. Dort brüten verschiedene Enten-, Rallen- und Möwenarten. Im Frühjahr ist hier häufig eine Rohrdommel zu hören.

Der Fußweg von Orth zum Leuchtturm Flügge führt vorbei an der Sulsdorfer Wiek, dem Ramskamp genannten Schilfbereich und den Flügger Teichen (Landschaftsschutzgebiet Insel Fehmarn). Seit 2005 informieren neu gestaltete Informationstafeln über die dort brütenden und durchziehenden Vögel. Von der Besucherplattform des Leuchtturms Flügge kann man den gesamten Nehrungshaken überblicken.
Weitere Naturschutzgebiete auf Fehmarn sind das NSG Grüner Brink, das NSG Wallnau/Fehmarn und auf der Festlandseite das NSG Graswarder, die sämtlich vom NABU betreut werden, außerdem das NSG Nördliche Seeniederung Fehmarn.